# Марков, Александр Сергеевич (адмирал)
Александр Сергеевич Марков (17 августа 1907 — 21 февраля 1969) — советский военный деятель, контр-адмирал, участник советско-финской и Великой Отечественной войн.

## Биография
Александр Сергеевич Марков родился 17 августа 1907 года в посёлке при станции Алексин (ныне — город в Тульской области). Окончил рабфак, после чего поступил в Московский механико-машиностроительный институт имени Н. Э. Баумана. По завершении учёбы в 1933 году был призван на службу в Военно-морской флот СССР. В 1934 году окончил курсы усовершенствования при Военно-морском инженерном училище имени Ф. Э. Дзержинского. Служил инженером на различных подводных лодках. Участвовал в советско-финской войне, будучи флагманским инженером-механиком штаба 1-й бригады подводных лодок Балтийского флота. С августа 1940 года служил младшим флагманским механиком в штабе Балтийского флота. В этой должности встретил начало Великой Отечественной войны.
Участвовал в обороне Ленинграда. После прорыва блокады получил назначение на должность старшего инженера-механика. В октябре 1944 года возглавил Кронштадтскую электромеханическую школу имени А. Г. Железнякова. К моменту его вступления в должность казарма и классные помещения этого учебного заведения были сильно разрушены бомбардировками и артиллерийскими обстрелами противника. Марков провёл большую работу по возобновлению нормального учебного процесса, обогащению материальной базы новой техникой. К концу войны из возглавляемой им школы было выпущено до 2 тысяч квалифицированных специалистов для Балтийского флота.
После окончания войны продолжал службу в Военно-морском флоте СССР. Был флагманским инженер-механиком. С ноября 1958 года занимал должность заместителя по тылу командующего — начальника тыла Дунайской военной флотилии. В августе 1960 года вышел в отставку. Жил в Одессе, активно занимался общественной работой в качестве председателя Одесского морского клуба ДОСААФ. Умер 21 февраля 1969 года.

## Награды
- Орден Красного Знамени (30 апреля 1954 года);
- Орден Отечественной войны 2-й степени (23 мая 1945 года);
- 2 ордена Красной Звезды (11 сентября 1943 года, 20 ноября 1949 года);
- Медали «За боевые заслуги» (3 ноября 1944 года), «За оборону Ленинграда» и другие медали.